# Nakamura-ku
Pour les articles homonymes, voir Nakamura.
Nakamura (中村区, Nakamura-ku) est l'un des seize arrondissements de la ville de Nagoya au Japon. Il est situé au nord-ouest de la ville.

## Démographie
L'arrondissement occupe 16,3 km2 pour une population de 133 424 habitants (au 1er février 2016), soit une densité de population de 8 190 habitant/km2.

## Histoire
L'arrondissement a été créé en 1937.
Katō Kiyomasa et Toyotomi Hideyoshi sont nés dans l'arrondissement.

## Transports Publics

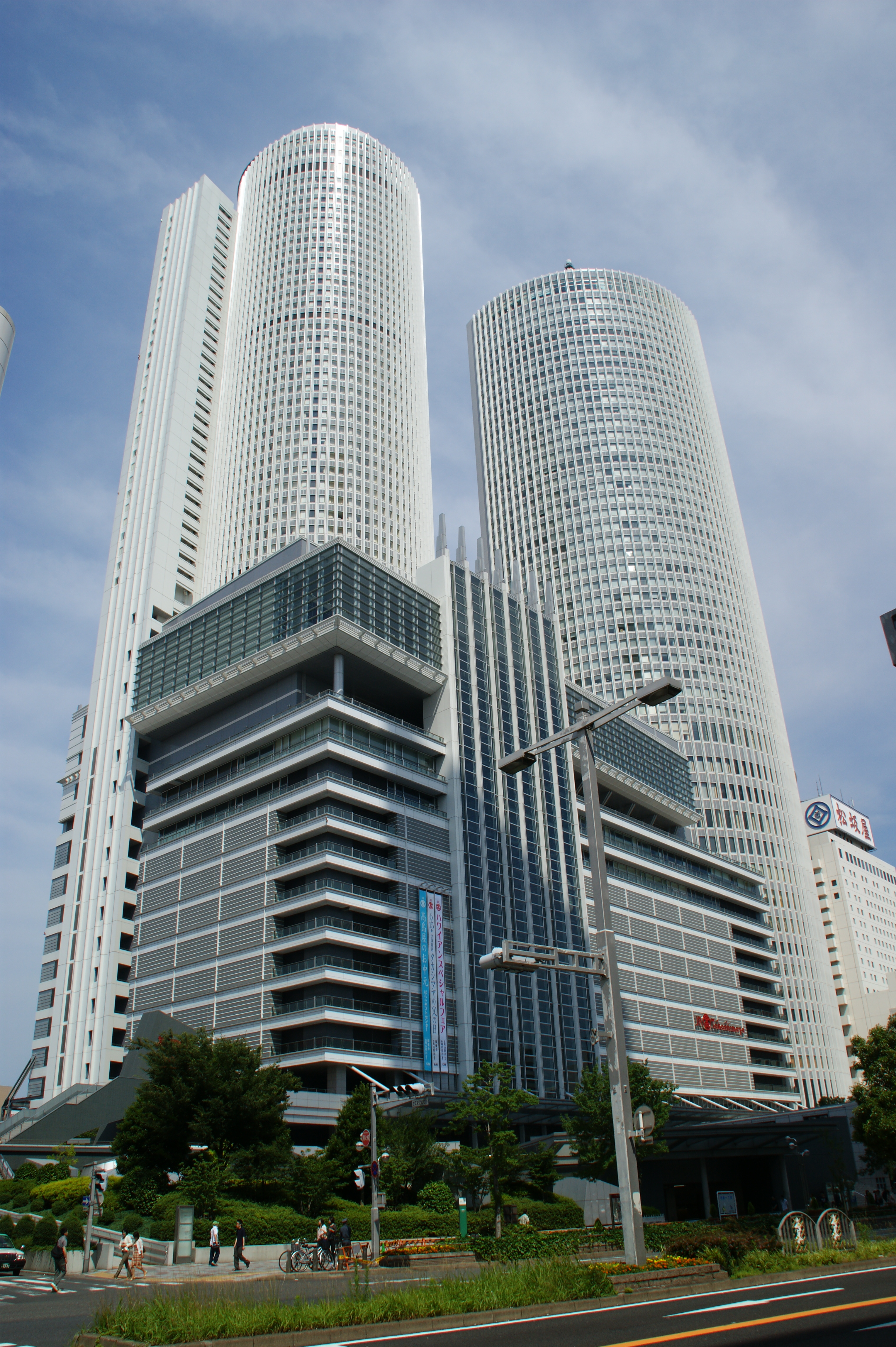
JR Central Towers de la gare de Nagoya.

L'arrondissement est desservi par de nombreuses lignes ferroviaires qui se croisent à la gare de Nagoya :
- lignes Higashiyama et Sakura-dōri du métro de Nagoya,
- ligne Shinkansen Tōkaidō de la JR Central,
- lignes Chūō, Kansai et Tōkaidō de la JR Central,
- ligne Nagoya de la Kintetsu,
- ligne Nagoya de la Meitetsu,
- ligne Aonami de la Nagoya Rinkai Rapid Transit.